# Dietrich Peltz
Dietrich Peltz (* 9. Juni 1914 in Gera; † 10. August 2001 in München) war ein deutscher Offizier, zuletzt Generalmajor der deutschen Luftwaffe im Zweiten Weltkrieg. Mit nur 29 Jahren war er der jüngste deutsche General im 20. Jahrhundert.

## Leben
Beförderungen
- 1. Oktober 1934 Fahnenjunker-Gefreiter
- 1. Dezember 1934 Fahnenjunker-Unteroffizier
- 1. Juni 1935 Fähnrich
- 1. Oktober 1935 Oberfähnrich
- 1. April 1936 Leutnant
- 1. März 1939 Oberleutnant
- 1. März 1941 Hauptmann
- 18. Juli 1942 Major
- 1. Dezember 1942 Oberstleutnant
- 17. März 1943 Oberst
- 1. November 1943 Generalmajor

Peltz trat am 4. April 1934 der Reichswehr bei und war dort bis Ende Mai 1935 Offiziersanwärter in der Kraftfahr-Abteilung 5. Von dort aus wurde er am 1. Juni 1935 zur Kriegsschule München und Dresden abkommandiert, die er bis Ende September 1935 besuchte. Am 1. Oktober 1935 trat Peltz zur im Aufbau begriffenen Luftwaffe über und absolvierte dort bis Ende März 1936 eine Flugzeugführerausbildung an der Fliegerschule in Salzwedel. Nach deren Beendigung wurde er am 1. April 1936 Staffeloffizier und Adjutant im Jagdgeschwader Immelmann, wo er zugleich bis 1937 zur Blindflugschule Wesendorf-Neuburg an der Donau abkommandiert war.
1937 wurde Peltz zum Gruppen-Adjutanten im Sturzkampfgeschwader 162 – Immelmann ernannt. Später diente er in gleicher Funktion beim Sturzkampfgeschwader 168 sowie nach dessen Eingliederung in das Sturzkampfgeschwader 76 dort bis Ende April 1939. Zum 1. Mai 1939 wurde er in diesem Geschwader im Range eines Oberleutnants zum Staffelkapitän ernannt. Mit dem Geschwader war Peltz beim Überfall auf Polen am Luftangriff auf Wieluń beteiligt, bei dem etwa 1200 Zivilisten starben. Anschließend wurde das Geschwader im Westfeldzug eingesetzt. Nach der Auflösung des Geschwaders im Juli 1940 wurde Peltz im August 1940 in den Stab des Kampfgeschwaders 77 versetzt, wo er am 2. November 1940 erneut Staffelkapitän wurde. Dort war Peltz an der Luftschlacht um England beteiligt sowie ab Juni 1941 am Ostfeldzug im mittleren Abschnitt. Die Funktion eines Gruppenkommandeurs in diesem Geschwader übte er vom 13. März 1941 bis Ende September 1941 aus.
Zum 1. Oktober 1941 erfolgte seine Versetzung nach Foggia (Italien), wo er als Lehrgangsleiter für Sturzlehrgänge an der dortigen Verbandsführerschule agierte. Nach deren Beendigung im Juli 1942 führte er bis Ende dieses Monats die Bezeichnung Offizier z. b. V. Anschließend führte er von August bis Oktober 1942 als Kommandeur die Verbandsführerschule in Tours, die zu dieser Zeit als I. Gruppe des Kampfgeschwaders 60 firmierte. Dem folgte von Oktober bis Ende Dezember 1942 sein Einsatz als Gruppenkommandeur im Kampfgeschwader 66. Von Januar 1943 bis zum 3. September 1943 fungierte Peltz als General der Kampfflieger, wo er zugleich vom 24. März 1943 an als Angriffsführer England agierte.
Am 4. September 1943 wurde Peltz mit der Führung des IX. Fliegerkorps beauftragt, die er bis Mitte Oktober 1944 innehatte. In dieser Funktion führte er alle Kampffliegerverbände beim Unternehmen Steinbock. Am 15. Oktober 1944 wurde er Kommandierender General des II. Jagdkorps der Luftwaffe. Als solcher war er mit der Durchführung des Unternehmens Bodenplatte beauftragt, mit dem am 1. Januar 1945 die alliierten Luftstreitkräfte auf ihren vorgeschobenen Fliegerhorsten in Frankreich zerstört werden sollten. Das Unternehmen scheiterte aus diversen Gründen und war auch aus rein strategischer Sicht ein Fehlschlag, weil die Alliierten ihre Materialverluste innerhalb kürzester Zeit wieder ausgleichen konnten. Den Verlust an Personal konnte die deutsche Luftwaffe hingegen bis zur Kapitulation am 8. Mai 1945 nicht mehr ausgleichen.
Zuletzt war er vom 26. Januar 1945 bis zum 8. Mai 1945 Kommandierender General des IX. Fliegerkorps.
Nach seiner Freilassung aus der Kriegsgefangenschaft arbeitete er zunächst für die Friedrich Krupp AG in Essen und später in Duisburg-Rheinhausen. Im Jahr 1963 fand er eine Anstellung bei Telefunken, wo er bis zu seiner Pensionierung blieb. Zuletzt war er Generalbevollmächtigter von Telefunken und Leiter eines Werkes in Konstanz.

## Kampfeinsätze
Peltz flog rund 320 Kampfeinsätze, davon 130 als Bomberpilot an der Ostfront und 90 an der Westfront sowie 102 Einsätze über Polen und der Westfront als Stukapilot.

## Auszeichnungen
- Frontflugspange für Sturzkampfflieger in Gold mit Anhänger Einsatzzahl 300
- Flugzeugführer- und Beobachterabzeichen mit Brillanten
- Eisernes Kreuz (1939) II. und I. Klasse am 15. September 1939 bzw. 22. Mai 1940
- Ritterkreuz des Eisernen Kreuzes mit Eichenlaub und Schwertern[4]
  - Ritterkreuz am 14. Oktober 1940
  - Eichenlaub am 31. Dezember 1941 (46. Verleihung)
  - Schwerter am 23. Juli 1943 (31. Verleihung)
- Nennung im Wehrmachtbericht am 26. Juli 1944